# Kalat Djabar
Qàlat Jàbar o Qalat Dàwsar fou una antiga fortalesa a la riba esquerra del curs mitjà de l'Eufrates, enfront de Siffin. El seu nom el va agafar del turcman Jàbar ibn Sàbiq que la va conquerir, però la va haver de cedir al sultà seljúcida Màlik-Xah I (1073 -1092) que al seu torn la va deixar en mans de l'emir Banu Uqayl d'Alep Salim ibn Malik que havia perdut els seus dominis (1086/1087). Els uqàylides la van conservar quasi un segle excepte una breu ocupació pels croats el 1103. En aquest lloc fou assassinat l'atabeg Imad ad-Din Zengi de Mossul el 1146 quan l'estava assetjant. El 1168/1169 l'uqàylida Shihab al-Din Malik la va haver de donar a Nur-ad-Din Mahmud a canvi d'altres districtes. Va tenir en aquest temps una important població jueva. Després de Nur al-Din va passar als aiúbides i d'aquestos als mamelucs. La fortalesa que havia estat desmantellada fou restaurada pel governador Tankiz el 1335/1336, i encara va jugar un cert paper en el segle següent sota l'emir (vassall mameluc) Döger Salim Beg (començament del segle XV), però més tard, sota els otomans, va quedar abandonada i avui dia només en queden les ruïnes.